# دلیگیت، نیو ساوت ولز
دلیگیت (به انگلیسی: Delegate) یک شهرک در استرالیا است که در نیو ساوت ولز واقع شده‌است.